# Vierkant van Punnett
Het vierkant van Punnett of kwadraat van Punnett is een hulpmiddel uit de populatiegenetica bedacht door Reginald Punnett. Met een vierkant van Punnett kan je een paring van bijvoorbeeld twee heterozygoten (Aa×Aa) visueel voorstellen, en de frequentie van de mogelijke fenotypen bij het nageslacht berekenen.
|        |                   | Vrouw Aa |    |
|        | mogelijke gameten | A        | a  |
| Man Aa | A                 | A        | Aa |
| Man Aa | a                 | Aa       | a  |

Stel: je hebt 2 allelen A en a van een gen
en de ouders zijn beiden heterozygoot: Aa en Aa
De mogelijk genotypes uit deze paring zijn dus:
- AA (25%)
- Aa (50%)
- aa (25%)

Afhankelijk van de aard van het allel, zullen de fenotypes verschillen:
- Dominant:
  - 3x dominant fenotype
  - 1x recessief fenotype
- Codominant of intermediair:
  - 1x ene homozygoot fenotype
  - 2x heterozygote mengvorm
  - 1x andere homozygoot fenotype

Een soortgelijk diagram kan opgesteld worden voor meerdere allelen en voor andere polyploïdieniveaus.